# Hyalogyra zibrowii
Hyalogyra zibrowii is een slakkensoort uit de familie van de Hyalogyrinidae. De wetenschappelijke naam van de soort is voor het eerst geldig gepubliceerd in 1997 door Warén in Warén, Carrozza & Rocchini.